# The Riches
The Riches is een Amerikaanse televisieserie van FX Networks die voor het eerst werd uitgezonden tussen maart 2007 en april 2008. Het gaat over een gezin met een vader (Eddie Izzard), moeder (Minnie Driver) en hun drie kinderen die hun leven als travellers, oplichters en dieven inruilen voor het leven van een rijke familie.

## Synopsis
Nadat Dahlia Malloy uit de gevangenis vrijkomt, en het gezin weer terugkomt bij de familie van travellers, blijkt dat Wayne's neef Dale het nieuwe hoofd van de familie is geworden. Wayne vindt dat hij dat zou moeten zijn en neemt wraak door een som geld uit de familiebank te stelen. Ze vluchten in de nacht en de volgende dag zijn ze onderweg getuige van een auto-ongeluk. De inzittenden blijken op weg naar hun nieuwe huis, maar komen bij het ongeluk allebei om het leven. De Malloys besluit te overnachten in het dan nog lege huis, maar besluiten daar zich voor te doen als een welgesteld gezin uit een goede buurt.

## Prijzen
The Riches was in 2008 genomineerd voor een Golden Globe voor Minnie Driver als beste actrice in de film, maar heeft deze niet gewonnen. Ook is de serie voor de Emmy Awards, en de Satellite Awards genomineerd geweest. The Riches won wel de Astra Award voor Beste Internationale Programma of Evenement.

## Cast
| Acteur           | Personage     |
| ---------------- | ------------- |
| Eddie Izzard     | Wayne Malloy  |
| Minnie Driver    | Dahlia Malloy |
| Noel Fisher      | Cael Malloy   |
| Shannon Woodward | Di Di Malloy  |
| Aidan Mitchell   | Sam Malloy    |
| Todd Stashwick   | Dale Malloy   |
| Red West         | Earl Malloy   |